# Areas formosana
Areas formosana är en fjärilsart som beskrevs av Okano 1960. Areas formosana ingår i släktet Areas och familjen björnspinnare. Inga underarter finns listade i Catalogue of Life.